# Osmorhiza
Osmorhiza es un género de plantas  pertenecientes a la familia Apiaceae. Comprende 29 especies descritas y de estas, solo 10 aceptadas. Se encuentra desde Canadá a Tierra del Fuego y E. Siberia al Himalaya y SO. China.

## Descripción
Son hierbas perennes, delgadas a robustas, erectas, caulescentes, ramificadas, pelosas a glabrescentes, con gruesas raíces fasciculadas. Hojas alternas, pecioladas, membranáceas, ternadas o ternado-pinnadas, los folíolos lanceolados a orbiculares, serrados a pinnatífidos con dientes o lobos mucronados; pecíolos envainadores. Inflorescencias de umbelas laxas, compuestas, pedunculadas; involucro generalmente ausente; radios escasos, delgados, ascendentes a divaricados y reflexos, desiguales; involucelo de varias bractéolas angostas, foliáceas, reflexas o ausentes; pedicelos patentes a divaricados. Cáliz ausente; pétalos espatulados a obovados, blancos, amarillo-verdosos o purpúreos, con un ápice inflexo más angosto; estilos delgados o ausentes, el estilopodio cónico. Frutos lineares a oblongos, cilíndricos a claviformes, lateralmente comprimidos, no constrictos en la comisura, híspido-cerdosos a glabros, la base redondeada a caudata, el ápice obtuso, atenuado, rostrado o constricto; carpóforo hendido a menos de la mitad; costillas angostas, agudas, frecuentemente con appendices cerdosas; vitas inconspicuas o ausentes; semilla cóncava a sulcada.

## Taxonomía
El género fue descrito por Constantine Samuel Rafinesque y publicado en American monthly magazine and critical review 4(3): 192. 1819.

## Especies
A continuación se brinda un listado de las especies del género Osmorhiza aceptadas hasta septiembre de 2012, ordenadas alfabéticamente. Para cada una se indica el nombre binomial seguido del autor, abreviado según las convenciones y usos.
- Osmorhiza aristata (Thunb.) Rydb.
- Osmorhiza berteroi DC.
- Osmorhiza bolanderi (A. Gray) Jeps.
- Osmorhiza brevipes (J.M. Coult. & Rose) Suksd.
- Osmorhiza chilensis Hook. & Arn.
- Osmorhiza depauperata Phil.
- Osmorhiza glabrata Phil.
- Osmorhiza intermedia (Rydb.) Rydb.
- Osmorhiza leibergii (J.M. Coult. & Rose) Suksd.
- Osmorhiza mexicana Griseb.